# Paracanthonevra boettcheri
Paracanthonevra boettcheri är en tvåvingeart som beskrevs av Hardy 1974. Paracanthonevra boettcheri ingår i släktet Paracanthonevra och familjen borrflugor. Inga underarter finns listade i Catalogue of Life.